# Kardynałowie mianowani w latach 1049–1073
Lista kardynałów mianowanych w okresie od wstąpienia na tron papieski Leona IX (12 lutego 1049) do wyboru papieża Grzegorza VII (22 kwietnia 1073).
Baza źródłowa z tego okresu jest wciąż dość uboga, stąd z pewnością lista nie obejmuje wszystkich żyjących wówczas kardynałów. Prawdopodobnie jest jednak kompletna w odniesieniu do kardynałów-biskupów. W nawiasach podane są okresy, w jakich poszczególni kardynałowie są udokumentowani źródłowo:
1. Hugo Candidus OSB[1] – kardynał prezbiter S. Clemente (1049 – 10 maja 1085[2]), kardynał biskup Palestriny (8 lipca 1089 – 18 października 1099)
2. Johannes[3] – kardynał biskup Velletri (2 maja 1050)
3. Johannes[4] – kardynał biskup Ostii (2 maja 1050)
4. Humbertus OSB[5]  – kardynał biskup Silva Candida (maj 1050 – zm. 5 maja 1061)
5. Airardus OSB, opat S. Paolo fuori le mura[6] – kardynał prezbiter S. Pauli[7] (1050), następnie biskup Nantes (1 listopada 1050 – zm. 1064[8])
6. Fridericus OSB, archidiakon Liège[9] – kardynał diakon (9 marca 1051 – 14 czerwca 1057), kardynał prezbiter S. Crisogono (14 czerwca 1057 – 2 sierpnia 1057), papież Stefan IX (2 sierpnia 1057 – 29 marca 1059)
7. Bonifatius OSB[10] – kardynał biskup Albano (1054 – zm. 1072)
8. Aribo[11] – kardynał diakon (9 stycznia 1057 – 23 lipca 1057)
9. Benedictus[12] – kardynał biskup Velletri (13 maja 1057 – 18 października 1057)
10. Rolandus, prepozyt Florencji[13] – kardynał biskup Porto (zm. 10 lipca 1057?)
11. Petrus[14]  – kardynał biskup Tusculum (sierpień 1057 – 12 grudnia 1062)
12. Johannes[15]  – kardynał biskup Porto (18 października 1057 – 8 lipca 1089)[16]
13. Stephanus OSB[17]  – kardynał prezbiter S. Crisogono (listopad 1057 – zm. 11 lutego 1069)
14. Petrus Damiani OCam, przeor Fonte Avellana[18]  – kardynał biskup Ostii (listopad 1057 – zm. 22 lutego 1072)
15. Johannes Mincius[19]  – kardynał biskup Velletri (5 kwietnia 1058 – kwiecień 1060), antypapież Benedykt X (5 kwietnia 1058 – kwiecień 1060), zm. 1073/85
16. Rainerius OSB, rektor i dyspensator Ss. Cosma e Damiano in Mica aurea[20]  – kardynał biskup Palestriny (12 października 1058)[21], zm. po 22 listopada 1061
17. Desiderius OSB[22]  – kardynał prezbiter S. Cecilia (6 marca 1059 – 24 maja 1086), papież Wiktor III (24 maja 1086 – 16 września 1087)
18. Johannes[23]  – kardynał prezbiter S. Marco (13 kwietnia 1059)
19. Leo[24]  – kardynał prezbiter S. Lorenzo in Damaso (13 kwietnia 1059 – 4 listopada 1084)[16]
20. Vivus[25]  – kardynał prezbiter S. Maria in Trastevere (13 kwietnia 1059 – maj 1059)
21. Amantius[26]  – kardynał diakon (13 kwietnia 1059 – maj 1059)
22. Crescentius[27]  – kardynał diakon (13 kwietnia 1059 – maj 1059)
23. Hilebrandus OSB, subdiakon S.R.E.[28]  – kardynał diakon i archidiakon Świętego Kościoła Rzymskiego (14 października 1059 – 22 kwietnia 1073), papież Grzegorz VII (22 kwietnia 1073 – 25 sierpnia 1085)
24. Oderisius de Marsi OSB[29]  – kardynał diakon (1059 – 14 marca 1088), kardynał prezbiter [S. Cecilia?] (1088 – zm. 2 grudnia 1105)
25. Bruno[30] – kardynał biskup Palestriny (8 stycznia 1060 – 16 kwietnia 1060)
26. Gaudentius[31] – kardynał prezbiter S. Anastasia (28 kwietnia 1060 – 30 stycznia 1064)
27. Bernhardus OSB[32] – kardynał biskup Palestriny (3 maja 1061 – zm. 5 grudnia 1065)
28. Majnard OSB[33] – kardynał biskup Silva Candida (maj 1061 – luty 1073)
29. Hubaldus[34] – kardynał biskup Sabiny (październik 1063 – 5 kwietnia 1094)
30. Johannes[35] – kardynał biskup Tusculum (6 maja 1065 – 1 października 1071)
31. Johannes Minutus[36] – kardynał prezbiter S. Maria in Trastevere (1066 – 1070), kardynał biskup Tusculum (12 sierpnia 1073 – 5 kwietnia 1094)
32. Leopertus[37] – kardynał biskup Palestriny (1066 – 1069)
33. Theodinus[38] – kardynał diakon (ca.1067), archidiakon Świętego Kościoła Rzymskiego (kwiecień 1076 – zm. 18 sierpnia 1089/99)[16]
34. Adelmarius OSB, opat S. Lorenzo fuori le mura[39] – kardynał prezbiter (ca. 1067)
35. Bernardus[40] – kardynał prezbiter Ss. XII Apostoli (1069)
36. Johannes[41] – kardynał prezbiter S. Sisto (1069)
37. Leo[42] – kardynał prezbiter S. Lorenzo in Lucina (1069)
38. Johannes[43] – kardynał prezbiter S. Ciriaco (1069)
39. Petrus OSB, subdiakon S.R.E.[44] – kardynał diakon (13 kwietnia 1069 – 6 maja 1069), kardynał prezbiter S. Crisogono (13 stycznia 1070 – 9 sierpnia 1092)[16]
40. Petrus Igneus OSBVall, opat Fucecchio[45] – kardynał biskup Albano (21 października 1072 – zm. 6 listopada 1089)
41. Bernardus, subdiakon S.R.E. – kardynał diakon (1072 – 1 grudnia 1081)
42. Gregorius – kardynał diakon (1072 – 7 kwietnia 1098)
43. Gerardus OSBCluny, przeor Cluny[46] – kardynał biskup Ostii (3 marca 1073 – zm. 6 grudnia 1077)
44. Hubertus OSB[47] – kardynał biskup Palestriny (12 sierpnia 1073 – 4 maja 1082)
45. Beno[48] – kardynał prezbiter Ss. Martino e Silvestro[49] (4 maja 1082 – 7 sierpnia 1098)[16]
46. Johannes[50] – kardynał prezbiter[49] (luty 1084)[16]